# Celeste Cossa
Celeste Vatatono Cossa foi uma política moçambicana. Em 1977, ela fez parte do primeiro grupo de mulheres eleitas para a Assembleia da República.

## Biografia
Natural do Chibuto, Cossa trabalhava no sector da cultura do algodão, que tinha sido forçado a espalhar-se por diversas áreas do país pelas autoridades portuguesas. Foi candidata da FRELIMO nas eleições parlamentares de 1977, nas quais fez parte do primeiro grupo de 27 mulheres eleitas para a Assembleia da República.